# Kimbri
Kimbri, pleme iz severne Evrope, ki je v poznem 2. stoletju pr. n. št. skupaj s Tevtoni in Ambroni ogrožalo Rimsko republiko. Kimbri so bili verjetno germanskega porekla, čeprav jim nekateri poznavalci pripisujejo keltsko poreklo. Antični viri njihovo pradomovino umeščajo na polotok Jutlandija v sedanji Danski, ki se je v antiki imenoval Kimbrijski polotok (starogrško Κιμβρικὴ Χερσόνησος, latinizirano: Kimbrikē Hersonēsos).

## Domovina
Arheologi še niso našli nobenih jasnih dokazov za množično selitev Kimbrov z Jutlanda na začetku starejše železne dobe. Gundestrupski kotel iz 2. ali 1. stoletja pr. n. št., ki so ga našli v močvirju na polotoku Himmerland, kaže na stike z jugovzhodno Evropo, ne more pa biti dokaz za njihovo selitev.
Zagovorniki severne domovine Kimbrov se sklicujejo na antične grške in rimske vire, ki povezujejo Kimbre s polotokom Jutlandom. Po pisanju  Res geste Divi Augusti (26. poglavje) je bilo na prelomu 1. stoletja n. št. Kimbre še vedno mogoče najti na Jutlandu:
Moje ladjevje je odplulo iz ustja Rena proti vzhodu vse do dežela Kimbrov, do katerih do takrat niti po morju niti po kopnem ni prodrl še noben Rimljan. Kimbri, Haridi, Semnoni in druga germanska ljudstva iz iste regije so poslala svoje odposlance, da bi z menoj in rimskim ljudstvom sklenila prijateljstvo.
Njegov sodobnik, geograf Strabon, piše, da Kimbri kot germansko pleme še vedno obstajajo, domnevno na Kimbrijskem polotoku:
Za Kimbre so nekatere stvari, ki jih o njih pripovedujejo, netočne, druge pa so zelo malo verjetne. Ne moremo na primer sprejeti razloga, zaradi katerega so postali tavajoče in piratsko ljudstvo, ker da jih je z njihovih bivališč na Polotoku pregnala velika plima, saj Kimbri še vedno živijo v svoji stari domovini, tako kot v starih časih. Nesprejemljivo je tudi to, da so Avgustu za darilo poslali svojo najbolj sveto govedo s prošnjo za prijateljstvo in pomilostitev svojih prejšnjih kaznivih dejanj in da so potem, ko je bila njihova prošnja uslišana, odpluli domov. Smešno je domnevati, da so zapustili svoje domove, ker jih je razdražil naraven in večen pojav, ki se pojavlja dvakrat na dan. Tudi trditev, da jih je pregnala visoka plima, ki se je pojavila samo enkrat, je verjetno izmišljena, saj se na oceanu občasno pojavljavo zelo visoke plime in oseke.
Na Ptolemajevi karti so Kimbri umeščeni na najbolj severni del polotoka Jutlanda v sedanjo pokrajino Himmerland južno od Limfjordena. Za Himmerland (starodansko: Himbersysel) se na splošno domneva, da je dobil ime ravno po njih.

## Ime
Izvor imena Kimbri ni znan. Po eni od etimologij naj bi nastalo iz praindoevopskega *tḱim-ro-  (prebivalec) ali iz tḱoi-m- (dom). Obe besedi izhajata iz tḱei- (živeti). Iz nje izhajata tudi grška beseda κτίζω [ktizo] in latinska sinō. Germanski *χimbra- ima svojega sorodnika v slovanskem  sębrъ – kmet, hrvaškem in srbskem sebar in ruskem sjabër.
Kimbre so zaradi podobnosti imen nekoč napačno povezovali s Kimri, kakor so sami sebe imenovali Valižani. Njihovo ime je nastalo iz keltskega *Kombrogi, kar pomeni rojaki.

## Jezik
Velik problem pri določanju, ali so Kimbri govorili germanski ali keltski jezik, je, da so Grki in Rimljani v tistem času vsa ljudstva severno od svojega interesnega območja na slepo srečo prištevali med Galce, Kelte ali Germane. Cezar je bil verjetno eden prvih, ki je razlikoval obe skupini. Za razlikovanje je imel tudi politični motiv, saj je na tej osnovi določil mejo Rimske republike na Renu.
Cezarju in Tacitu pri razvrščanju posameznikov ali plemen v eno ali drugo kategorijo ne gre vedno zaupati, čeprav je Cezar obe kulturi jasno razmejil. Večina antičnih virov uvršča Kimbre med germanska plemena, nekateri pa med Kelte.
O jeziku Kimbrov obstaja nekaj neposrednih pričevanj. Plinij Starejši pri omembi Severnega oceana (Baltik ali Severno morje) piše:  "Filemon pravi, da Kimbri morje do rta Rubea imenujejo Morimarusa, kar pomeni Mrtvo morje, za njim pa Kronium". Besedi morje in mrtev v sta se v galščini glasili mori in *maruo-, v sodobni irščini muir in marbh, v sodobni valižanščini môr in marwin in sodobni bretonščini mor and marv. Enaka beseda za morje je poznana tudi v germanščini, vendar s pripono a(*mari-) - pomorski, medtem ko besede marbh ni v nobenem germanskem narečju. Glede na to, da Plinij besede ni slišal neposredno od kimbrijskega sogovornika, ni mogoče izključiti, da je beseda pravzaprav galska.
Poznani kimbrijski poglavarji so imeli navidez keltska imena, na primer Boioriks, kar pomeni kralj Bojev, Gezoriks in Lugij, ki je dobil ime morda po keltskem bogu Lugu. To seveda ne pomeni, da so bili Kelti. Podoben primer je ime vandalskega kralja Gejzerika, ki je navidez istovetno keltskemu Gezoriksu. Keltskim podobna imena kimbrskih in tevtonskih poglavarjev kljub podobnosti ne povedo ničesar o njihovi narodnosti in jeziku. Henri Hubert  trdi: "Vsa našteta imena so keltska in ne morejo biti drugačna". Nekateri avtorji imajo glede tega drugačna mnenja.
Nekatera pričevanja o jeziku Kimbrov so posredna: Rimljani so pred končnim spopadom leta 101 pr. n. št. uporabili galske Kelte za vohune v kimbrskem taboru, kar nekateri avtorji jemljejo kot podporo keltski in ne germanski teoriji o njihovem poreklu.
Jean Markale je trdil,  da so Kimbri povezani s Helveti, še posebno z nesporno keltskimi Tigurini. Te povezave bi lahko bile kazale na skupne prednike, ali pa tudi ne.
Zavrnitev trditve, da so bili Kimbri keltskega porekla, bi pomenila, da Kimbri izvirajo s severnega Jutlanda, kjer ni nobenega leltskega krajevnega imena, ampak samo germanska. Trditev ne izključuje možnosti keltizacije Kimbrov v obdobju, ko so prebivali v Galiji. Boioriks, ki ima lahko keltsko ali keltizirano germansko ime, je bil med selitvijo iz prvotne domovine kimbrski kralj. J.B. Rives v uvodu v Tacitovo Germanijo poudarja, da so Boioriks in njegovo pleme živeli obkroženi s keltskimi ljudstvi in da je njegovo ime lahko tako pragermansko kot keltsko.

## Selitev

### Premik proti jugovzhodu
Malo pred letom 100 pr. n. št. se je mnogo Kimbrov, pa tudi Tevtonov in Ambronov, začelo seliti proti  jugovzhodu. Po nekaj neuspešnih bitkah z Boi in drugimi keltskimi plemeni so se okoli leta 113 pr. n. št. pojavili v Noriku in vdrli na ozemlje rimskih zaveznikov Tavriskov. Na zahtevo rimkega konzula Gneja Papirija Karba, ki je prišel branit Tavriske, so se navidezno umaknili, da bi preslepili Rimljane, potem pa so jih napadli in porazili v bitki pri Noreji. Samo neurje, ki je prekinilo bitko, je rešilo rimsko vojsko pred popolnim uničenjem.

### Vdor v Galijo
Po bitki se je odprla pot v Italijo, Kimbri pa so se obrnili na zahod proti Galiji. Pogosto se se spopadali z Rimljani in jih po navadi porazili. Leta 109 pr. n. št. so premagali rimsko vojsko konzula Marka Junija Silana, guvernerja Narbonske Galije. Istega leta so premagali še rimsko vojsko konzula Gaja Kasija, ki je bil v bitki pri Burdigali (sedanji Bordeaux) ubit. Leta 107 pr. n. št. so Rimljane porazili še kimbrski zavezniki Tigurini. 

## Vojna proti Rimljanom

### Napad na Rimsko republiko
Kimbri so šele leta 105 pr. n. št. sklenili napasti Rimsko republiko. Na Roni so naleteli na rimsko vojsko. Zaradi neusklajenega delovanja rimskih poveljnikov prokonzula Kvinta Servilija Kepija in konzula Gneja Malija Maksima jim je uspelo poraziti legata  Marka Avrelija Skavra in kasneje v bitki pri Arausiu še Kepija in Maksima. V katastrofalnem prazu so Rimljani izgubili okoli 80.000 mož, če k njim prištejemo še pomožne konjeniške enote in neborce, pa skoraj 112.000 mož. 
Rim je zajela panika in terror cimbricus  (kimbrski teror) je postal pregovoren.  Vsi so pričakovali, da bodo pred rimskimi vrati kmalu videli nove Galce, zato so sprejeli izjemne ukrepe: v nasprotju z rimsko ustavo so za pet let (104-100 pr. n. št.) za konzula in vrhovnega poveljnika armade izvolili Gaja Marija, zmagovalca nad numidijskim kraljem Jugurtom. 

### Poraz
Leta 103 so se Kimbri in njihovi germanski zavezniki Tevtoni obrnili proti Iberskemu polotoku, kjer so na veliko plenili. Gaj Marij je medtem dobil dovolj časa, da se je pripravil na napad nanje. Leta 102 pr. n. št. se je na Roni srečal s Tevtoni in Ambroni, ki so nameravali skozi zahodne prelaze vdreti v Italijo, medtem ko so Kimbri in Tigurini ubrali severno pot preko Rena in Tirolskih Alp.
Tevtoni in Ambroni Marijevega dobro branjenega tabora na ustju reke Isère niso mogli osvojiti, zato so ga obšli in nadaljevali svoje prodiranje v Italijo, Marij pa jim je sledil. Pri Aquae Sextiae je zmagal v dveh bitkah in ujel Tevtonskega kralja Tevdoboda.
Kimbri so skozi Alpe prodrli v severno Italijo. Konzul Kvint Lutecij Katul si ni upal zapreti gorskih prelazov, ampak se je umaknil na južni breg Pada in ozemlje severno od reke prepustil napadalcem. Kimbrom se zato ni mudilo in zmagovalci Aquae Sextiae so pridobili dovolj časa, da so se pridružili glavnini rimske vojske. V bitki pri Vercelah na sotočju Sesie in Pada leta 101 pr. n. št. se je dolgo potovanje Kimbrov končalo.
Bitka, v kateri sta bila Lugij in Bioriks ubita, se je končala z njihovim popolnim porazom. Ženske so pobile svoje otroke in nato še sebe, da ne bi prišle v rimsko suženjstvo. Nekaj Kimbrov se je morda le vrnilo v severni Jutland, saj se je njihovo ime ohranilo še v 1. stoletju n. št..
Po pisanju rimskega zgodovinarja Justina več kot desetletje kasneje, je v letih 90-88 pr. n. št. Mitrijad VI. Pontski, kralj Ponta in Male Armenije, poslal h Kimbrom delegacijo s prošnjo za vojaško pomoč. Iz besedila je razvidno, da so Kimbri v tistem času živeli v severovzhodni Evropi.

## Kultura
Kimbri so boli divji vojščaki, ki se niso bali smrti. Njihove običaje je živo opisal Strabon:
Njihove žene, ki spremljajo svoje može na pohodih, varujejo sivolase in bosonoge jasnovidne svečenice, oblečene v belo in ogrnjene z lanenimi ogrinjali, spetimi z zaponkami in bronastimi pasovi. Svečenice z mečem v roki vojne ujetnike najprej kronajo z venčki in jih nato odpeljejo k bronasti posodi, veliki kakšnih dvajset amfor. Povzpnejo se na ploščad ob posodi, ujetnike nagnejo čez rob posode in jim prerežejo vratove. Nekaj svečenic nato prerokuje iz krvi, ki je stekla v posodo, druge pa na široko prerežejo trebuh ujetnika in prerokujejo iz njegovega drobovja. Med bitkami udarjajo po kožah, napetih preko iz protja spletenih vozov, kar povzroča strašen hrup.
Da so prebivalci Jutlandije prakticirali obredno žrtvovanje, dokazuje haraldskærska ženska, mumificirano žensko truplo, ki so ga odkrili  v Jutlandiji leta 1835. Na njej so vidni sledovi zanke in vbodi na koži. Trupla niso pokopali ali upepelili, ampak so ga vrgli v močvirje.  Kot dokaz bi morda lahko služil tudi gundestruspki kotel, ki bi lahko bil obredna posoda, kakršno je opisal Strabon. 

## Videz
Plutarh je zapisal, da so bili Kimbri modrooki:
Najbolj razširjena domneva je, da so bili (Kimbri) eno od germanskih ljudstev, ki so bila naseljena vse do severnega oceana. Osnova za takšno domnevo je njihova visoka postava, svetlo modre oči in dejstvo, da jih Germani imenujejo roparski Kimbri.

## Potomci
Po pisanju Julija Cezarja so bili pripadniki belgijskega plemena Aduatukov "potomci Kimbrov in Tevtonov, ki so pred pohodom v Italijo tam pustili svojo živino in zaloge, ki jih niso mogli tovoriti s sabo na drugo (zahodno) obalo Rena, in 6.000 ljudi, da bi jih varovali".  Podjarmili so belgijske Eburone in na njihovem ozemlju ustanovili mesto Atuatuca Tungrorum (sedanji Tongeren). Eburonski kralj Ambioriks jim je plačeval davek in dal svojega sina in nečaka za talca.   V 1.  stoletju n. št. so Eburone zamenjali ali absorbirali  germanski Tungri. 
Prebivalci sodobnega Himmerlanda trdijo, da so potomci starodavnih Kimbrov. Pustolovščine Kimbrov  je leta 1922 opisal danski Nobelov nagrajenec Johannes V. Jensen, rojen v Himmerlandu, v romanu Cimbrernes Tog. Roman je del epskega cikla Den lange Rejse (Dolgo potovanje) iz leta 1923. 14. aprila 1937 so na osrednjem mestnem trgu v Aalborgu, glavnem mestu regije Severna Jutlandija, postavili kip Andersa Bundgaarda, imenovano Kimbrski bik (Cimbrertyren).
V gorah med Vicenzo, Verono in Trentom je naseljena nemška narodna manjšina, ki se tudi imenuje Kimbri. 4.400 pripadnikov manjšine, ki je bila več stoletij poponoma izolirana, trdi, da so neposredni potomci Kimbrov, ki so se tja umaknili pred Rimljani. Domnevni Kimbri so bolj verjetno potomci Bavarcev, ki so se tja priselili v srednjem veku. Nekaj genskih raziskav  je potrdilo keltsko in ne germansko  poreklo večine prebivalcev omenjene pokrajine.  Keltsko poreklo potrjujejo tudi krajevna imena, na primer tista s končnico –ago (iz keltskega  -*ako(n)), na primer Asiago. Kimbrsko poreklo prebivalcev je mit, ki so ga popularizirali humanisti v 14. stoletju. 
Leta 1709 jih je obiskal celo kralj Friderik IV. Danski in prebivalci so ga sprejeli kot svojega kralja. Regije, ki je ohranila svojo neodvisnost tudi v Beneški republiki, je bila močno prizadeta med prvo svetovno vojno, ker je ravno tam potekala avstroogrsko-italijanska fronta. Mnogo Kimbrov je zato zapustilo svoje domove in se razselilo po celem svetu. 